# Pupčić
Pupčić (klobučić, lat. Cotyledon), rod tustikovki rasprostranjen na području od južne Afrike do Arabije. Mnoge vrste imaju vrlo šaroliki izgled, no većinom su to mali sukulenti koji nalikuju na grmlje.
Većina Cotyledona se lako razmnožava rezanjem listova.

## Vrste
1. Cotyledon adscendens R. A. Dyer[1]
2. Cotyledon barbeyi Schweinf. ex Penzig[1]
  1. Cotyledon barbeyi var. soutpansbergensis van Jaarsv. & A.E.van Wyk
3. Cotyledon campanulata Marloth[1]
4. Cotyledon cuneata Thunb.[1]
5. Cotyledon egglii van Jaarsv.
6. Cotyledon eliseae E. van Jaarsveld[1]
7. Cotyledon flanaganii Schönland & Baker f.
8. Cotyledon gloeophylla van Jaarsv.[1]
9. Cotyledon orbiculata L.[1]
  1. Cotyledon orbiculata var. dactylopsis Tölken
  2. Cotyledon orbiculata var. flanaganii (Schönl. & Bak. fil.) Tölken
  3. Cotyledon orbiculata var. oblonga (Haw.) DC.
    1. Cotyledon orbiculata var. oblonga 'Macrantha'[2]

  4. Cotyledon orbiculata var. spuria (L.) Tölken
10. Cotyledon papillaris L.f.
11. Cotyledon pendens van Jaarsv.[1]
12. Cotyledon petiolaris van Jaarsv.[1]
13. Cotyledon tanquana van Jaarsv.
14. Cotyledon tomentosa Harv.[1]
  1. Cotyledon tomentosa subsp. ladismithiensis (V. Pölln.) Tölken
  2. Cotyledon tomentosa subsp. tomentosa
15. Cotyledon velutina Hook. fil.[1]
16. Cotyledon woodii Schönl. & Baker fil.[1]
  1. Cotyledon woodii subsp. cremnophila van Jaarsv.
  2. Cotyledon woodii subsp. woodii
17. Cotyledon xanthantha van Jaarsv. & Eggli

- Cotyledon 'Mr. Butterfield'[2]